# Хунски каганат
Хунски каганат, или Хунско царство, је назив за државу која је постојала у средњој и источној Европи између 4. и 5. века. Основао је номадски народ Хуни. Средиште каганата је било у Панонској низији, а обухватао је подручје од Северног мора на западу до Кавказа на истоку и од Балтичког мора на северу до Балкана на југу. Поред Хуна, у саставу каганата су били и други народи, укључујући Германе, Словене и Сармате. Савез германских племена на челу са Гепидима у бици на реци Недао 454. године победио је Хуне и уништио њихов каганат, чија територија је онда подељена између Краљевине Гепида и Краљевине Острогота.

## Владари
Главни чланак: Списак хунских владара.
- Баламбер (позни 4. век)
- Алипби (370–380)
- Улдин (390–411), запад
- Донатус (–412), исток
- Харатон (око 411)
- Октар
- Руга (око 432)
- Бледа (434–444)
- Атила (434–453)
- Елак (453–455)
- Тулдила (око 457)
- Денгизих (до 469)
- Хернах (пре 469)